# 魔音糯米外挂纷争
魔音糯米外挂纷争，是对网络主播魔音糯米在《絕地求生》中是否使用游戏外挂的问题上所引发的纠纷。
2017年9月8日，《绝地求生》官方宣布魔音糯米使用外挂将其账号封禁，但魔音糯米仍未承认使用外挂。
2018年3月8日，《绝地求生》官方宣布魔音糯米账号封禁系业务人员们的失误及错误判断造成，并将其账号恢复。

## 纷争各方
- 魔音糯米，《絕地求生》玩家，被封禁前为斗鱼TV主播[3]，被封禁后成为战旗TV主播[4]，解除封禁后重新在斗鱼TV进行直播。[5]

- 黄旭东，《星际争霸2》游戏解说，斗鱼TV主播，直播平台NeoTv制片人。曾为WCG2007至WCG2010《星际争霸》项目华语解说，[6]最初观看视频资料后被魔音糯米攻击，于是提出魔音糯米使用游戏外挂的主播[7]。

- 斗鱼TV，中国大陆一家以游戏直播为主的弹幕式视频直播分享网站，黄旭东在斗鱼TV进行直播，魔音糯米被封禁前和被封禁后是斗鱼TV的签约主播。[3][6]

- 蓝洞工作室，游戏《绝地求生》的开发商，本部位于韩国。《绝地求生》在中国大陆有官方微博。[1]

- 金秀焕，前蓝洞工作室中国区员工[8]，现为腾讯公司员工[9]，曾被认为是蓝洞工作室中国区负责人，蓝洞工作室已否认此说法。[10]

## 事件过程

### 发生前
在纠纷前，曾出现魔音糯米使用月租6000元人民币的个人定制游戏外挂的传闻，魔音糯米对此否认，但在网友要求糯米通过“摄屏”和“摄手”来自证清白时，魔音糯米总是回避。每逢游戏大改版、更新反外挂措施时，魔音糯米经常会停播。
2017年6月2日，魔音糯米向绝地求生官方微博询问自己有无使用游戏外挂，而绝地求生官方微博证实魔音糯米并没有使用游戏外挂。

### 开端
2017年9月5日晚上6点半，黄旭东发布一条微博，称现在的主播连使用游戏外挂都不专业，并贴出一个百度贴吧帖子，帖子内有一个视频，是《绝地求生》中kar98k的八倍镜中出现蓝圈，并且还有“AKM准确攻击移动的车辆，SKS在2秒内射出17发，以及AKM只用3发子弹将人击杀”等常人难以进行的操作。黄旭东在晚上7点又发布一条微博，表示因為魔音糯米在直播间質疑黃旭东利用自己来蹭熱度，直接点名道姓魔音糯米使用外挂。
其后，魔音糯米发表一条微博称“清者自清”，并请求《绝地求生》官方人员解释开镜出现蓝圈的情况（不过官方并未现身解释），晚间，魔音糯米表示黄旭东毫无道理攻击自己一个小主播有些不讲道理。
2017年9月6日凌晨，有网友发布视频，意图证明开镜出现蓝框是程序错误导致。黄旭东发布微博称没遇到这样的错误，还希望魔音糯米推出视频教学，学习压枪技术，又在微博上爆出与金秀焕的对话，金秀焕称魔音糯米使用的是6000元人民币的游戏外挂，曾被封禁，不过使用新号继续进行游戏。魔音糯米发布微博澄清，称黄旭东身为电竞圈元老级人物，却对身为平民主播的自己进行网络暴力，并贴出自己《绝地求生》的游戏帐号以及游戏时长，在游戏中“素质广场”的图片。
黄旭东发表微博要求魔音糯米在直播中展示压枪，如果自己错了会进行道歉并为他送上10个“火箭”赔罪。在魔音糯米没有回复后，黄旭东在声称要和魔音糯米去线下对质，但随后将此前质疑魔音糯米使用游戏外挂的微博全部删掉，并称是被妻子干预和辱骂他是在跟小孩子吵”，黄旭东想事情也到此为止。但在黄旭东删除微博后，魔音糯米表示接受线下挑战。黄旭东原定在9月11日在上海伐木累网吧进行线下操作，后双方协商换到9月12日在斗鱼在武汉的总部进行。
2017年9月6日晚上，黄旭东在微博上称自事件发生以来，被诸多业内人士质疑是联合斗鱼TV进行的三方炒作，自己在赶往世界电子竞技运动会的火车上，周末要通宵，自己没精力做这些事。但在9月8日上午，斗鱼官方发微博称三方在约战规则达成共识，将由第三方硬件厂商英伟达来提供硬件设施和技术人员，Neotv官方提供场地和转播团队，地点从原定的斗鱼总部变更为上海Neotv总部。黄旭东随后转发该微博，称“会去公司细化直播方案，给大家提供一个公开透明的平台观看”。

### 被确认使用外挂
2017年9月8日晚上，《绝地求生》官方发表微博，对魔音糯米帐号进行反复细致比对和检测，确认其有多次使用游戏外挂插件的记录，对其账号进行永久封禁的处理。魔音糯米成为第一个被《绝地求生》官方确定使用游戏外挂的主播。
随后，斗鱼官方回应，将魔音糯米的直播间永久封停，直播打赏礼物归还观众。斗鱼官方将之前发布有关双方线下挑战的微博全部删除。

### 魔音糯米反驳
魔音糯米在2017年9月9日称金秀焕有问题，并将找蓝洞工作室证明他的清白。在9月12日，魔音糯米发出露手视频，展示用SKS在2秒内射出17发和使用AKM进行平移射击，并称金秀焕在中国被人收买，进行权钱交易。
2017年9月14日，魔音糯米来到游戏风云电视台，与多家媒体进行线下演示，演示受争议的操作“AKM准确攻击移动的车辆，SKS在2秒内射出17发，以及AKM只用3发子弹将人击杀”，SKS每打17发子弹的时间平均在2-3秒，其中出现不到2秒的情况；AKM攻击移动的车辆基本命中，但是子弹轨迹飘逸略为严重；AKM只用3发子弹将人击杀无法还原当初视频中的操作，在三场的测试中有两场无法将人击杀。糯米在演示后称会尽快办好到韩国的签证，并到蓝洞工作室本部与他们进行面对面的交谈，要一个说法，就算对方提供所谓的数据及相关的证据记录，他也不会承认使用游戏外挂，如果对方不予理会，自己则会去考虑走司法途径。
魔音糯米进行爆料，发布相关聊天记录和截图：
- 6月13日，熊猫直播就曾给自己发过信息，试图劝说他加入熊猫直播，并承诺一年50万人民币的基本底薪。熊猫直播失败后，9月3日，熊猫直播旗下女主播小楼跟金秀焕在微信上进行聊天，并将两天的聊天记录发给黄旭东。
- 9月6日，黄旭东在微博上开始质疑自己作弊后，自己立刻咨询官方，官方表示自己并未被封号，但结果还没出来。当日查询表示封停帐号的说法是假的。
- 6月2日，绝地求生官方微博曾发微博证实自己并没有使用游戏外挂，但在9月8日却又发微博称检测到自己多次使用游戏外挂记录。
- 9月9日，自己曾多次联系黄旭东，黄旭东说此事与他无关，他只是被公众舆论架上去，最后向自己提议：如果没有作弊，可以找蓝洞工作室走司法程序。
- 9月13日，自己联系金秀焕，金秀焕表示让反外挂部门重新审查。自己认为金秀焕有问题。

2017年10月20日，魔音糯米表示已经抵达韩国。12月7日，魔音糯米在微博上放出与蓝洞负责人的录音，称蓝洞没有进行正式回应，并为私自录音的行为表示道歉，以后不会再对此事件进行回应，会积极参加联赛和活动，以证自己的清白。

### 再次直播
2017年10月8日，魔音糯米与网友的私聊中透露将会在10月恢复直播。10月16日，魔音糯米创建一个名为“诺亚米洛柒”的账号回归斗鱼TV进行直播。10月18日，斗鱼TV发布公告，确认“诺亚米洛柒”是魔音糯米的小号，已经进行封禁处理。
2017年12月7日，魔音糯米开始在战旗TV直播。

### 官方承认误封
魔音糯米在2018年2月27日表示自己再度来到韩国拜访蓝洞工作室，并在2月28日声称与蓝洞公司交涉成功，对方安排调查小组彻底调查此事，近期会给他答复。
2018年3月8日，绝地求生官方微博消息称，近期针对可信度较高的投诉内容进行内部审查，过程中发现部分员工存在工作失误的现象，魔音糯米账号是业务人员们的失误及错误判断造成，现将账号恢复，并对魔音糯米致以诚挚的歉意。

### 重新直播
绝地求生官方宣布魔音糯米误封后，斗鱼TV将魔音糯米的直播间解除封禁。
2018年3月9日晚11点，魔音糯米宣布将从2018年3月10日开始在斗鱼TV进行直播。

## 相关传闻
卢本伟在直播中爆料，斗鱼TV本来准备和魔音糯米签一份百万元人民币以上的大合同，结果因为此事件，导致斗鱼TV封禁魔音糯米，魔音糯米一夜之间失去年薪千万的合约机会，所以魔音糯米不承认自己使用游戏外挂，可能是还在挽回一丝希望，能跟斗鱼TV签署之前谈好的千万合约。
2018年2月11日，微博用户“SiSi宁”自称是金秀焕前女友，该用户称金秀焕在中国任职期间因对上面高层不满泄漏公司机密，出售内部文件，有连续出轨的行为。2018年3月5日，绝地求生官方微博发表声明，称此次事件正在内部调查，如确认存在任何不当行为将按照公司制度进行处罚，目前被公开的内容存在大量虚假信息，蓝洞工作室保留对损害名誉、散播谣言的行为进行维权的权利。同天，在《绝地求生》官方论坛上，社区经理Andro Dars代表蓝洞发表声明称传言中涉及到的员工（金秀焕）并不是《绝地求生》在中国区的负责人，他无权限接触游戏源代码，不存在他售卖源代码给游戏外挂团队的问题，没有人因此被解雇。
午后狂睡于2018年2月28日在论坛爆料，称金秀焕以六位数的价格出售绝地求生的自定义服务器，以CD-KEY的形式出售部分定制衣服、通过各种各样的方式接受各大平台的贿赂（包括金钱贿赂和性贿赂）、被女主管架空后扬言会将《绝地求生》变成冷门游戏。
魔音糯米解封后，有传闻称在蓝洞工作室宣布解除封禁前，斗鱼TV已经与魔音糯米达成一份新的合同，年薪为千万元人民币。

## 其它回应
游戏风云采访金秀焕，金秀焕表示，经过再次查证，魔音糯米被误封的概率只有0.001%，《绝地求生》使用的是BattlEye反作弊系统，而BattlEye不会提供数据。对于6月时绝地求生官方微博曾证实魔音糯米没有使用游戏外挂一事，金秀焕表示当时并不知情，事后问工作人员，工作人员称“当时没多想，按照主播的请求做了”，金秀焕表示当时工作人员的行为过于草率。
黄旭东在世界电子竞技运动会中接受媒体采访，称自己和魔音糯米没有利益关系，在9月21日发微博称“此事是他做骂人最后的收山之作，以后做一个善良、和蔼可亲的中年叔叔”。黄旭东在接受STN快报采访表示自己是看到百度贴吧的帖子辱骂主播使用游戏外挂才把相关图片发在微博，看到微博私信后才知道被骂的主播是魔音糯米，在直播中看到自己被骂才与其产生纠纷，在魔音糯米被封禁后告诉魔音糯米，如果他使用游戏外挂只要道歉即可，如果没有使用外挂可以到韩国找蓝洞工作室证明自己的清明，也可以对蓝洞工作室进行起诉。在魔音糯米解封后，黄旭东发表微博表示此事件因他而起，他向糯米道歉，但他对封禁糯米的技术问题、内部员工的利益交换问题以及对糯米的赔偿问题提出质疑。
《绝地求生》电子竞技职业选手韦朕在直播中说：“其实我跟你们说真的，糯米那个事情，当时锤他的那几个视频都能做到。八倍ak点远处的人，加上sks两秒17发，都还好，他那个操作是正常操作。但是他主要是被官方来了一记重击，他那些操作挺正常的。当时都说他是挂的时候，我们队的几个人聊了一下，还好吧，不是很像挂。他也打了某鱼黄金赛，觉得他不是很像挂。”
魔音糯米解除封禁前，斗鱼绝地求生主播大官人曾批评魔音糯米“挂B不配直播”，在魔音糯米解除封禁后，大官人在魔音糯米直播间送出价值12万人民币的礼物和开通了价值12万人民币一个月的斗鱼贵族头衔皇帝，并为此前对魔音糯米的言论做出道歉，希望蓝洞工作室能给出一个合理的说法。
网络出现传闻，称斗鱼主播陈一发曾说魔音糯米本身就是游戏外挂还那么嚣张，完全是自寻死路，就像学生拿小纸条抄袭却向老师说没抄袭一样，如果自己是魔音糯米，肯定会自己认错。魔音糯米进行澄清，称陈一发是自己最喜欢的主播，在自己被误解的时候，她为自己说过公道话，网上传的一些视频或文章是被人删剪过的，刻意的扭曲事实。陈一发对魔音糯米所进行的澄清表示感谢。
DotA前职业选手DC老师在微博表示，魔音糯米是资深的游戏外挂使用者，魔音糯米曾在《全境封锁》、《黎明杀机》、《绝地求生》使用游戏外挂，自己是不会因为官方公告而道歉。
曾多次指责主播开挂Bilibili上传者“大海是猪”在魔音糯米解封后上传“魔音糯米开挂质疑以及子弹追踪讲解，反正我不会和糯米说对不起”的视频，视频发布一个多小时后大海是猪删除视频，大海是猪表示会抽时间重新录制子弹追踪的问题，并声称有网络水军对其进行攻击。

## 影响
此事发生后影响其它《绝地求生》主播，《绝地求生》中技术较好的主播会被网络水军称其使用游戏外挂。其中游戏玩家韦朕在直播中“摄手”证明清白，而刘谋专门制作视频说明自己没有使用游戏外挂。

## 註解
1. ↑  摄屏是通过摄像头录制显示屏来拍摄游戏全过程
2. ↑  摄手是通过摄像头拍摄主播使用鼠标键盘的手
3. ↑  游戏时长和ID可以通过在Steam库中移除游戏再重新购买来规避
4. ↑  “素质广场”是《绝地求生》正式游戏前角色所在的场景，被封号的账号依然可以匹配并进入“素质广场”准备，但是不能进入游戏。
5. ↑  “火箭”是斗鱼直播中观众给予主播的礼物，购买一个火箭需要500元人民币（一个火箭需要500鱼翅购买，1鱼翅需要1元人民币购买）
6. ↑  线下是指在现实生活中与人面对面进行交流交互。
7. ↑  挂B是对游戏外挂使用者的蔑称
8. ↑  一种游戏外挂，子弹直接击中敌人